# Przetacznik polny
Przetacznik polny (Veronica arvensis L.) – gatunek rośliny, w najnowszym systemie APG zaliczany do rodziny babkowatych (Plantaginaceae), w systemach XX-wiecznych klasyfikowany zwykle do trędownikowatych (Scrophulariaceae). 

## Rozmieszczenie geograficzne
Rodzimy obszar występowania obejmował obszary Azji o umiarkowanym klimacie, częściowo także o klimacie ciepłym (Indie, Pakistan), Afrykę Północną, Azory, Maderę, Wyspy Kanaryjskie i Europę Południową. Rozprzestrzenił się jednak poza tymi obszarami i obecnie jest gatunkiem kosmopolitycznym; poza Antarktydą występuje na wszystkich kontynentach i na licznych wyspach. W Europie na północy sięga po Islandię i Półwysep Skandynawski. W Polsce jest pospolity na całym obszarze, z wyjątkiem wyższych partii gór. Status gatunku we florze Polski: archeofit.

## Morfologia
ŁodygaWzniesiona, lub podnosząca się, owłosiona krótkimi włoskami, w górnej części ogruczolona. Wysokość 5–25 cm. Z korzenia wyrasta zwykle kilka nierozgałęziających się łodyg. Podczas suszenia roślina nie czernieje.
LiścieDolne naprzeciwległe, szerokojajowate, o nasadach nieco sercowatych, całe owłosione. Brzegi karbowane lub piłkowane, koniec tępo zakończony. Najniższe liście na łodydze nie są większe od pozostałych, często są już uschnięte podczas kwitnięcia rośliny. Wyższe liście skrętoległe, krótkoogonkowe lub siedzące, szerokolancetowate lub trójkątnie jajowate z jedną lub dwoma parami dużych ząbków. Najwyższe liście w postaci lancetowatych przysadek, całobrzegich, lub posiadających małe ząbki tylko u nasady.
LiścienieBardzo małe, romboidalne lub trójkątne o zaokrąglonych wierzchołkach, wyrastające na bardzo krótkich ogonkach.
KwiatyNa bardzo krótkich, wzniesionych szypułkach (prawie siedzące) w kątach liści. Kielich złożony z 4 wolnych, lancetowatych, tępo zakończonych i silnie owłosionych działek. Korona kółkowa z bardzo krótką rurką. Ma szerokość 3–5 mm i złożona jest z 4 płatków niebieskiego koloru. Płatki nierównej wielkości, jeden z płatków wyraźnie mniejszy i węższy. Szyjka słupka o podobnej długości, jak wycięcie torebki, z pojedynczą szyjką wyższą od pręcików. 2 pręciki.
OwocMocno spłaszczona, sercowatego kształtu torebka, o długości do 3 mm i takiej samej szerokości. Cała owłosiona, na szczycie ostro wycięta i znacznie krótsza od działek kielicha. Nasiona żółtobrunatne, płaskowypukłe, jajowate, o długości do 1,2 mm.

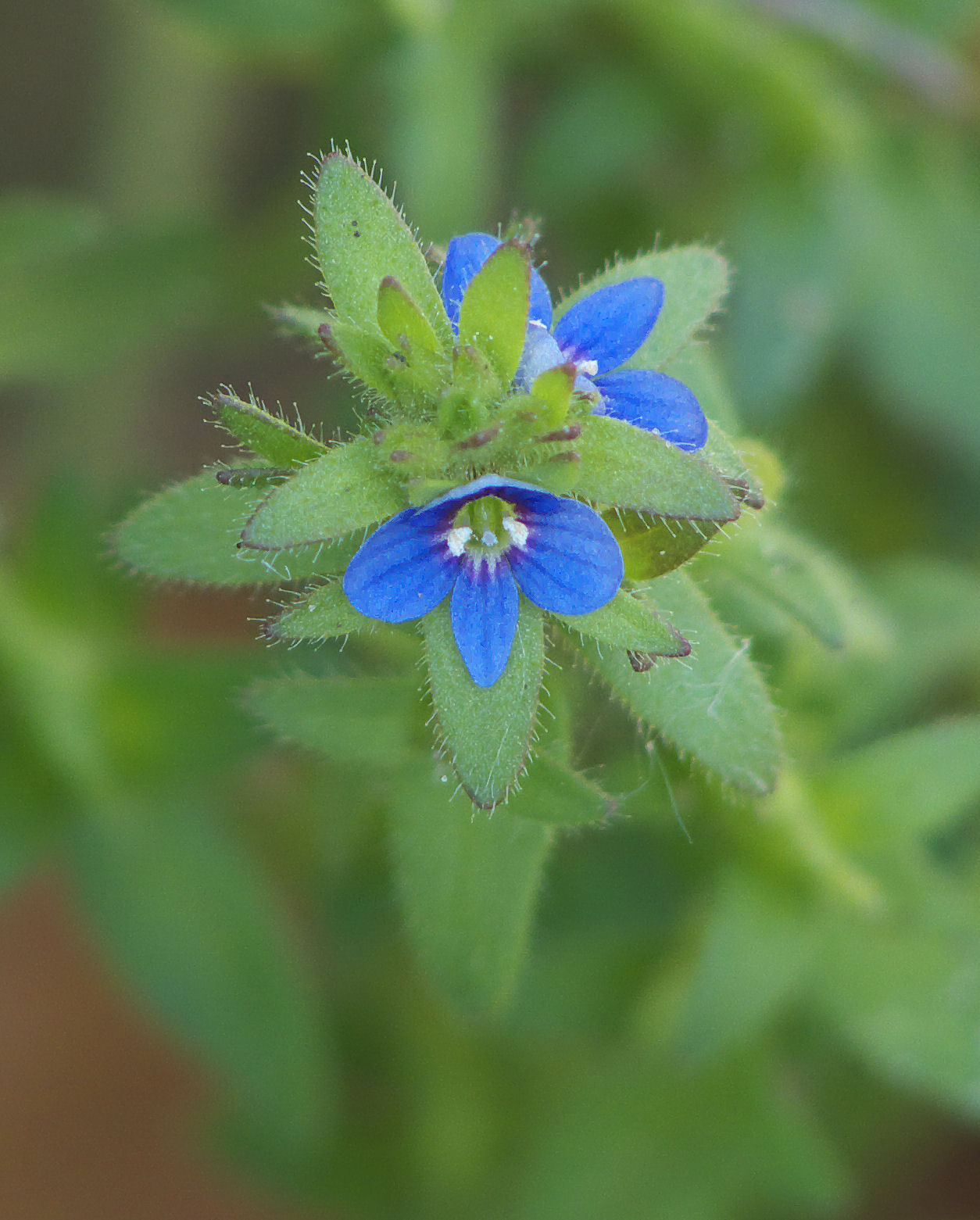
Kwitnący pęd
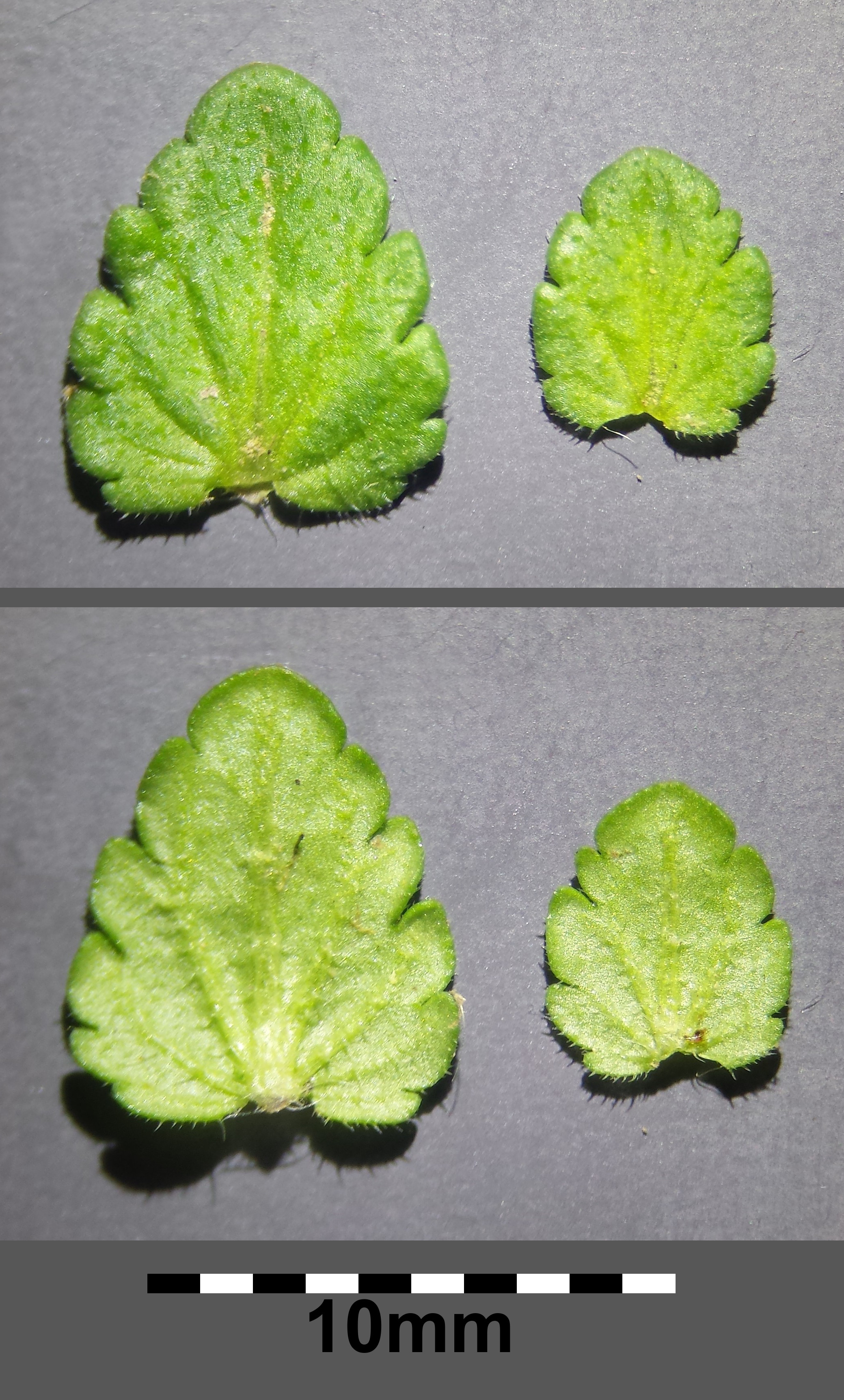
Liście dolne
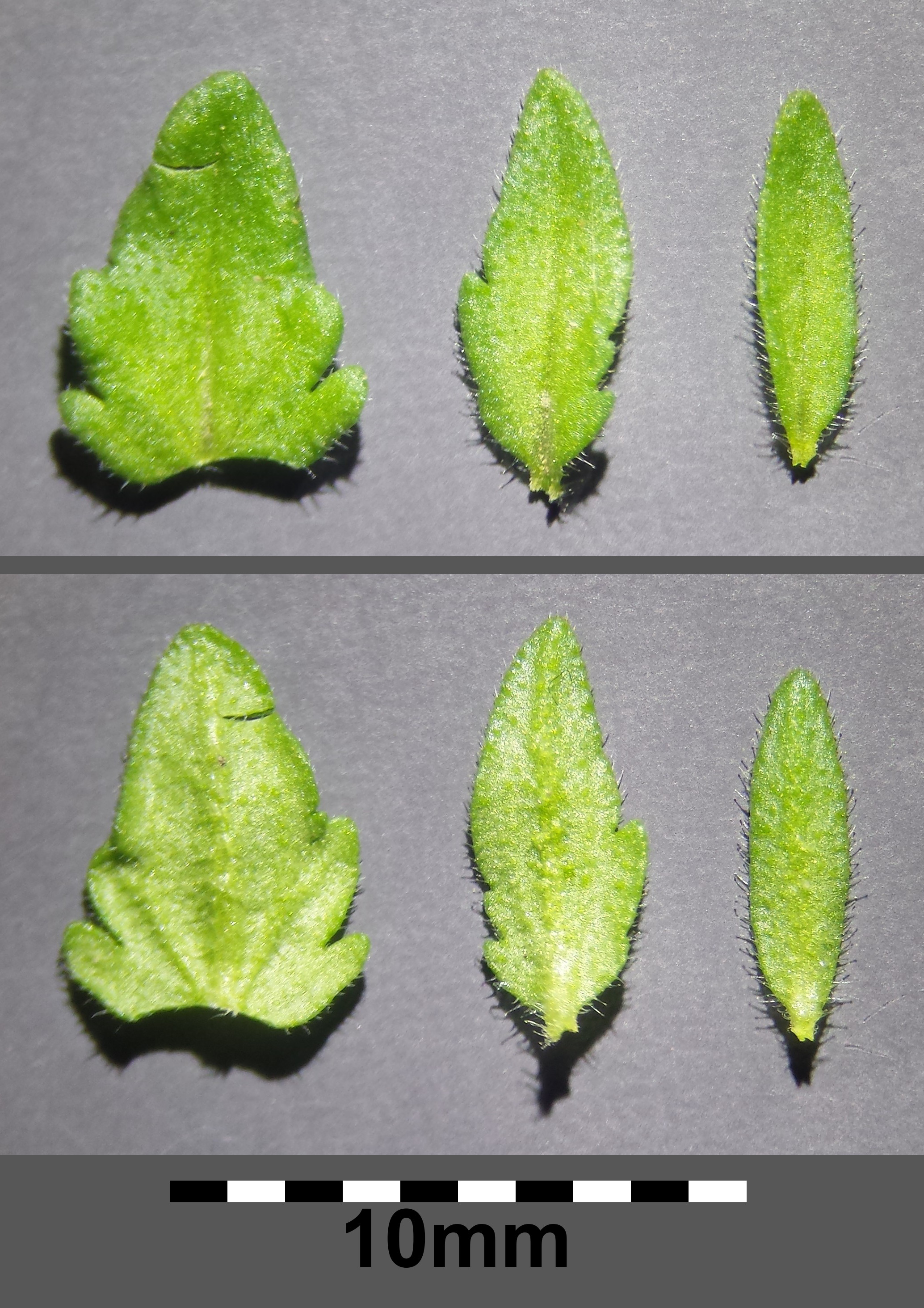
Liście środkowe i najwyższe
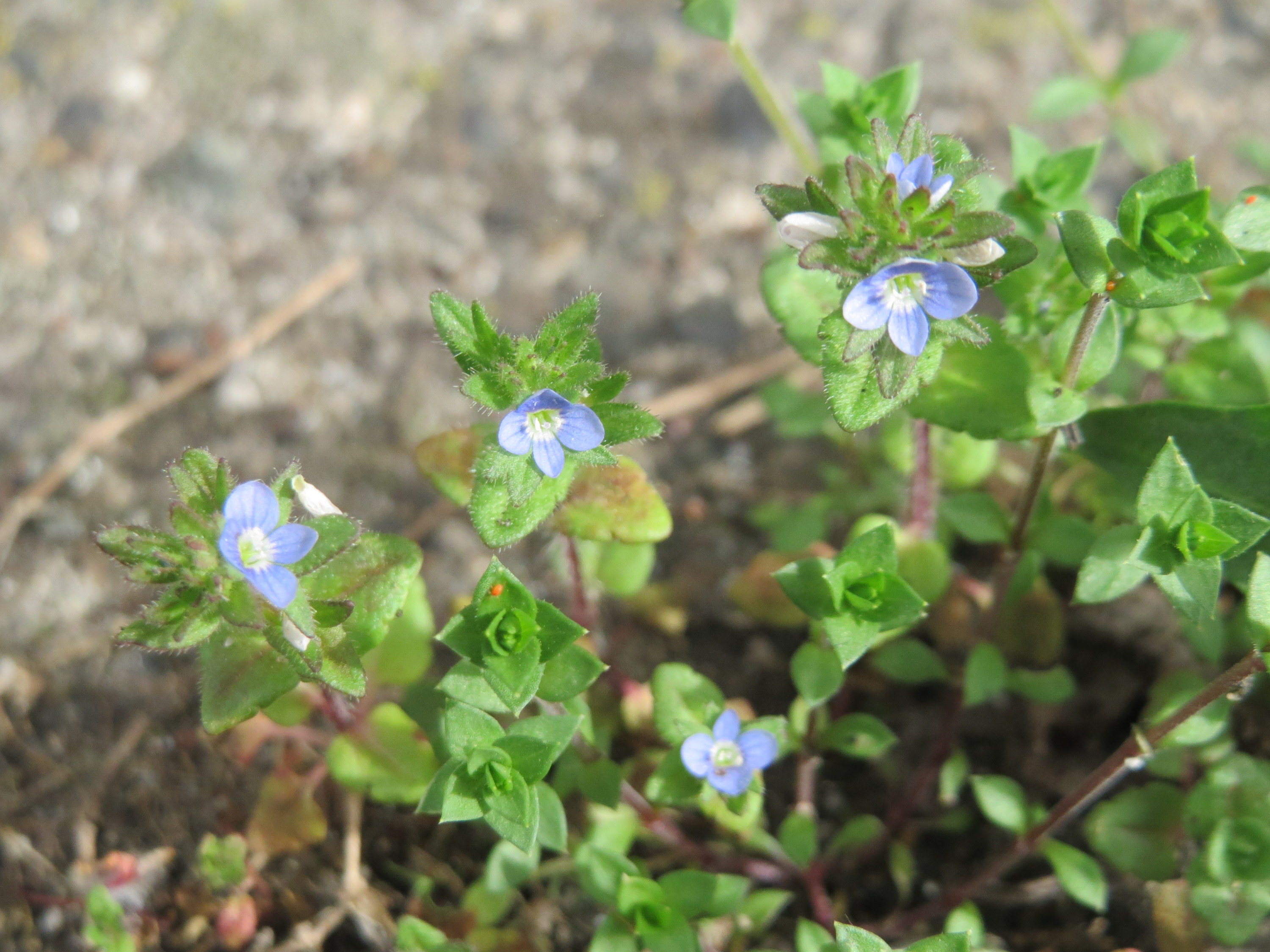
Pokrój

## Biologia i ekologia
Roślina jednorocznaSłupek i pręciki dojrzewają równocześnie, roślina zapylana jest przez błonkówki. Owoce otwierają się tylko podczas wilgotnej pogody (higrochazja), uwalniając nasiona, które rozsiewane są przez wiatr.
SiedliskoRoślina siedlisk ruderalnych i segetalnych. Rośnie na przydrożach, gruzowiskach, nieużytkach, w murawach. W uprawach rolnych jest chwastem, zwłaszcza w uprawach zbóż, rzepaku, buraków i roślin strączkowych. Preferuje gleby żyzne, gliniaste, lub piaszczysto-gliniaste, ale rośnie na bardzo różnych glebach.
Oddziaływania międzygatunkoweNa przetaczniku polnym pasożytują niektóre gatunki grzybów i lęgniowców: Peronospora agrestis, Peronospora verna, Podosphaera fuliginea, Schroeteria delastrina, Ramularia veronicae.
GenetykaLiczba chromosomów 2n = 16.

## Szkodliwość i zwalczanie
Mimo niewielkich rozmiarów jest uciążliwym i trudnym do zwalczenia chwastem. Szczególnie jest szkodliwy w przypadku, gdy wykiełkuje równocześnie z jednorocznymi roślinami jarymi. Za próg szkodliwości uznaje się 10-15 roślin tego gatunku na 1 m². Przy takim zagęszczeniu zmniejsza plony średnio o 5%.
Zazwyczaj występuje w dużych ilościach. Mechaniczne usuwanie go (plewienie) jest możliwe tylko na niewielkich powierzchniach (np. w przydomowych ogródkach). W uprawach polowych, gdy jego zagęszczenie przekroczy próg szkodliwości, konieczne jest zwalczanie chemiczne – opryskiwanie herbicydami. Do zwalczania go w rzepaku używa się Butisanu 400 SC lub innych środków zawierających metazachlor, w życie stosuje się Cougar 600 SC, Legato Plus 600 SC  lub Protekt Plus 600 SC, w jęczmieniu jarym i pszenżycie na przykład Aminopielik Tercet 500 SL lub Nutox Turbo 750 SL. W uprawach warzyw poleca się używanie herbicydów Agat 480 SC, Agro Metamitron 700 SC, Emana B 70 WG, Flurofen 480 SC, Gadwall, Galigan 240 EC, Jetix 700 SC i Kerb 50 WP, Maestro 70 WG, Permuson 416 SC, Racer 250 EC i Shado 300 SC. Duży wybór preparatów pozwala na to, by następny oprysk wykonać innym preparatem (zapobiega to uodpornieniu się chwastu na dany preparat). 